# Microtritia
Microtritia – rodzaj roztoczy z kohorty mechowców i rodziny Euphthiracaridae.
Rodzaj ten został opisany w 1964 roku przez K. Märkela. Gatunkiem typowym wyznaczono Phthiracarus minimus.
Mechowce te mają ciało wyraźnie skompresowane bocznie, a tarczki genitalne i analne zlane z wentralnymi. Między tarczkami genitalnymi i analnymi obecny pojedynczy trójkąt wtrącony. Szczeciny notogastralne obecne w liczbie 14 par, a genitalne 4 lub 5 par. Na krętarzach trzeciej i czwartej pary odnóży po jednej szczecinie.
Rodzaj kosmopolityczny.
Należy tu 15 opisanych gatunków:
- Microtritia contraria Niedbała, 1993
- Microtritia fissurata Märkel, 1968
- Microtritia fusa Niedbała, 2000
- Microtritia glabrata Niedbała, 1993
- Microtritia hauseri Mahunka, 1993
- Microtritia hawaiiensis Niedbała, 1994
- Microtritia incisa Märkel, 1964
- Microtritia minima (Berlese, 1904)
- Microtritia mirifica Niedbała, 2004
- Microtritia neonominata Subías, 2004
- Microtritia paratropica Niedbała, 2006
- Microtritia schusteri Märkel, 1964
- Microtritia simplex (Jacot, 1930)
- Microtritia striatissima Mahunka, 1999
- Microtritia tropica Märkel, 1964
- Microtritia tumida Niedbała, 1988